# Avezac-Prat-Lahitte
Avezac-Prat-Lahitte là một xã thuộc tỉnh Hautes-Pyrénées trong vùng Occitanie tây nam nước Pháp. Khu vực này có độ cao trung bình 650 mét trên mực nước biển.